# 胃腸穿孔
胃腸穿孔（いちょうせんこう）または消化管穿孔（しょうかかんせんこう）は、胃壁や腸壁に穴が開くことである。胃腸と呼ばれる消化管には食道、胃、小腸、大腸が含まれる。 

## 症状
症状としては、厳しい腹痛と腹部を押されたときに生じる痛みが挙げられる。穴の開いた場所が胃または十二指腸の場合は突然痛みが生じることが一般的であり、大腸の場合は痛みが徐々に増す傾向があり、一定の痛みは通常ある。
胃腸穿孔によって敗血症、心拍数の増加、呼吸数の増加、発熱、錯乱状態が生じることがある。

## 原因
原因としては、ナイフなどの鋭利な物体を飲み込むことによる損傷、大腸内視鏡などの医療検査、腸捻転による腸閉塞症、大腸がん、大腸憩室症、胃潰瘍、腸間膜虚血、クロストリディオイデス・ディフィシルを含むいくつかの感染症が挙げられる。胃腸に開いた穴によって腸管内容物が腹腔に入り込み、その際に細菌も入り込んだ結果、腹膜炎または膿瘍になる。また胃の場合、開いた穴から胃酸が腹腔に入り込み腹膜炎がおこる。
通常はCTスキャンによる診断法が薦められるが、穴の開いた箇所によっては消化管内容物と消化管ガスが腹腔に入り込み、「フリーエアー」（free air）として、単純X線撮影でも診断されることが多い。

## 治療
治療については、穿孔が消化管のどの位置にできても試験開腹の緊急手術が必要なのが一般的で、抗生物質の点滴静脈注射を併用しておこなわれる。ピペラシリン・タゾバクタムまたはシプロフロキサシンとメトロニダゾールの併用など複数の抗生物質が使われる。場合によっては開いた穴を縫って閉鎖することが可能であるが、そうでない場合は腸切除が必要である。
最大限の治療を行っても、死亡リスクは50%にもなる可能性がある。胃潰瘍によって穴が発生するケースは年間約1/10,000人であり、大腸憩室症によって発症するケースは年間0.4/10,000人である。